# ۲۳۱ (قمری)
۲۳۱ (قمری)، دویست و سی و یکمین سال در گاهشماری هجری قمری است. اول محرم این سال برابر با یازدهم سپتامبر سال ۸۴۵ میلادی است.